# Speak to Me (utwór Pink Floyd)
Speak to Me – utwór instrumentalny z 1973 roku brytyjskiego zespołu Pink Floyd, który wydano na albumie The Dark Side of the Moon (1973). Kompozycja pełni na albumie rolę swoistej uwertury.

## Twórcy
Autorstwo tego utworu długo przypisywano perkusiście Nickowi Masonowi, po pewnym czasie dopiero Roger Waters stwierdził, że to on jest autorem, a Mason dostał prawa do utworu w ramach prezentu. Spór o autorstwo „Speak to Me” nie jest rozstrzygnięty, lecz na niektórych wersjach płyty obok nazwiska Masona pojawia się także Waters.

## Kompozycja
Utwór ten jest zbiorem efektów dźwiękowych pochodzących z kolejnych piosenek na płycie. Bicie serca pochodzi z zakończenia „Eclipse”, tykanie zegarów z „Time”, śmiech szaleńca z „Brain Damage”, odgłos otwieranej kasy sklepowej z „Money”, odgłos helikoptera z „On the Run”, krzyki z „The Great Gig in the Sky”.